# British Phonographic Industry
A British Phonographic Industry (BPI) é a associação comercial da indústria fonográfica britânica. A organização é responsável pelos BRIT Awards, abriga o Mercury Prize, coadministra a Official Charts Company junto à Entertainment Retailers Association e certifica as vendas de música no Reino Unido por meio do programa BRIT Certified Awards.

## Estrutura
A BPI conta com a participação de centenas de empresas do setor musical, incluindo as três grandes gravadoras (Sony Music UK, Universal Music UK e Warner Music UK), além de mais de 500 selos independentes e negócios musicais de pequeno e médio porte.
O Conselho da BPI é o órgão responsável pela gestão e definição de políticas da organização. Ele é presidido pelo Chair da BPI e conta com a presença do CEO (Chief Executive Officer), do COO (Chief Operating Officer), do Conselheiro Geral, do Diretor de Estratégia e de 12 representantes do setor fonográfico: seis de grandes gravadoras – dois de cada uma das três principais empresas – e seis do setor independente, escolhidos por meio de votação entre os membros independentes da BPI.

## História
A BPI representa os interesses das gravadoras britânicas desde sua formalização em 1973, quando seu principal objetivo era promover a música britânica e combater a violação de direitos autorais.
Em 2007, o nome legal da associação foi alterado de "British Phonographic Industry Limited (The)" para "BPI (British Recorded Music Industry) Limited".
Em setembro de 2008, a BPI tornou-se um dos membros fundadores da UK Music(en), uma organização que representa os interesses de toda a indústria musical britânica.
Em julho de 2022, YolanDa Brown(en) foi nomeada presidente da BPI, substituindo Ged Doherty, que ocupava o cargo há sete anos.
Já em julho de 2023, Jo Twist assumiu o cargo de CEO da BPI, sucedendo Geoff Taylor, que esteve na função desde 2007.

### Premiações
A BPI criou, em 1977, o BRIT Awards, premiação anual da indústria musical britânica, e, posteriormente, o Classic BRIT Awards. A empresa responsável pela organização, BRIT Awards Limited, é uma subsidiária integral da BPI. Os lucros gerados pelas duas premiações são destinados ao BRIT Trust, braço filantrópico da BPI, que já distribuiu quase £30 milhões para causas beneficentes em todo o Reino Unido desde sua fundação, em 1989.
Em setembro de 2013, a BPI concedeu, pela primeira vez, o BRITs Icon Award, entregue a Elton John. Além disso, a organização apoiou a criação do Mercury Prize para Álbum do Ano, lançado em 1992, e desde 2016 é responsável pela sua organização.
Desde sua criação, em 1973, a BPI também administra o Certified Awards, programa de certificação da indústria fonográfica que concede os selos Platina, Ouro e Prata para singles, álbuns e vídeos musicais (Platina e Ouro apenas), com base em seu desempenho de vendas.

## Certificações BRIT Certified
A BPI administra o programa de certificação BRIT Certified, que concede prêmios de Platina, Ouro e Prata para lançamentos musicais no Reino Unido. O nível da certificação varia de acordo com o formato do lançamento (álbuns, singles ou vídeos musicais) e o volume de vendas atingido. Durante muitos anos, as certificações foram baseadas nos envios das gravadoras para os varejistas, mas, desde julho de 2013, passaram a ser concedidas automaticamente pela BPI quando os marcos de vendas são alcançados, conforme os dados da Official Charts Company.
Desde julho de 2014, as certificações passaram a incluir streams para singles, e, em junho de 2015, os streams de áudio passaram a ser contabilizados para álbuns. Em julho de 2018, os streams de vídeo foram incorporados às certificações de singles pela primeira vez. O cálculo da contribuição do streaming para as vendas elegíveis segue a metodologia da Official Charts Company para consumo de faixas individuais.
Em abril de 2018, foi introduzida a certificação Breakthrough, destinada ao primeiro álbum de um artista que alcança 30.000 vendas. Além disso, o programa foi rebatizado como BRIT Certified, passando a ser promovido pelos canais digitais e redes sociais do BRIT Awards. O então CEO Geoff Taylor justificou a mudança como parte de um esforço para integrar as certificações à "maior plataforma do Reino Unido para reconhecimento artístico".
Em maio de 2023, a BPI expandiu o programa com a criação do BRIT Billion, que celebra artistas que ultrapassam um bilhão de streams no Reino Unido, conforme os cálculos da Official Charts Company. Entre os homenageados estão RAYE, Billie Eilish, Queen, The Rolling Stones, Olivia Rodrigo, Katy Perry, Whitney Houston, Mariah Carey, Wizkid e Coldplay. No outono de 2023, Ed Sheeran recebeu uma edição especial do Gold BRIT Billion Award, tornando-se o primeiro artista britânico a ultrapassar 10 bilhões de streams no Reino Unido.
| Formato | Certificado | Certificado | Certificado |
| Formato | Prata       | Ouro        | Platina     |
| ------- | ----------- | ----------- | ----------- |
| Álbum   | 60 000      | 100 000     | 300 000     |
| Single  | 200 000     | 400 000     | 600 000     |
| DVD     | -           | 25 000      | 50 000      |